# Psilota queenslandica
Psilota queenslandica är en tvåvingeart som först beskrevs av Klocker 1924.  Psilota queenslandica ingår i släktet sotblomflugor, och familjen blomflugor. Inga underarter finns listade i Catalogue of Life.